# Albert Keck
Albert Keck (Saarbrücken, 4 agosto 1930 – giugno 1990) è stato un calciatore tedesco, di ruolo difensore.

## Carriera

### Club
Keck giocò per quasi un decennio nel Saarbrücken, società nella quale totalizzò 206 presenze ed 1 rete.

### Nazionale
Vestì la maglia della nazionale della Saar tra il 1952 e il 1956, in 10 occasioni.